# Tuostach
Tuostach – rzeka w azjatyckiej części Rosji, w Jakucji; prawy dopływ Adyczy. Długość 271 km; powierzchnia dorzecza 20 tys. km².
Źródła w Górach Czerskiego; płynie w kierunku północno-zachodnim opływając od północnego wschodu Płaskowyż Jański. Zamarza od października do maja; zasilanie deszczowo-śniegowe.